# Diaphanogryllacris gladiator
Diaphanogryllacris gladiator är en insektsart som först beskrevs av Fabricius 1793.  Diaphanogryllacris gladiator ingår i släktet Diaphanogryllacris och familjen Gryllacrididae. Inga underarter finns listade i Catalogue of Life.